# Герман (герцог Каринтии)
Герман (нем. Hermann; ум. 4 октября 1181) — герцог Каринтии с 1161 года из династии Спанхеймов.

## Родители
Герман был сыном Ульриха I, герцога Каринтии, и Юты Царинген, дочери маркграфа Бадена Германа II. После смерти своего старшего брата Генриха V в 1161 году Герман унаследовал каринтийский престол.

## Политическая деятельность
В области внешней политики Герман проводил линию невмешательства в борьбу между папой Александром III и императором Фридрихом Барбароссой. Пользуясь этим конфликтом Герман стремился подчинить себе церковные владения на территории Каринтии и поддержал стремление епископа Гурка добиться независимости от Зальцбурга.
Возвышение Штирии также вызвало недовольство Германа, который в 1173 году заключил союз с Австрией. Однако война со Штирией в 1175 году оказалась неудачной для Каринтии, а Герман был вынужден отказаться от древних прав на сюзеренитет над Штирией. Более того, в 1180 году Штирия получила статус герцогства, уравнявшись таким образом в правах с Каринтией.
Также неудачно для Германа развивались события в южной части бывших каринтийских владений: в 1173 году Спанхеймы потеряли Истрию, где укрепилась Андексская династия. Андексы приобрели вскоре обширные земельные владения в Тироле, Фриули и Крайне и стали представлять серьёзную угрозу для влияния Каринтии в регионе.
Герман уделял большое внимание экономическому развитию Каринтии. Он поощрял разработки месторождений серебра и золота в Альпах. При нём были основаны две столицы Каринтийского герцогства — Клагенфурт и Санкт-Файт, которые начали быстро развиваться и вскоре уже могли составить конкуренцию Фризаху и Филлаху, находящимся под властью католической церкви.

## Появление герба
Ко времени правления Германа (1163 год) относится первое изображение каринтийского герба — чёрной пантеры, которое было помещено на герцогскую печать.

## Брак и дети
- Агнесса Бабенберг (1154—1181), дочь Генриха II, герцога Австрии

Ульрих II (ум. 1202), герцог Каринтии (с 1181 г.)
Бернард (ум. 1256), герцог Каринтии (с 1202 г.)